# Tarrasius problematicus
Il tarrasio (Tarrasius problematicus) è un pesce osseo estinto, appartenente ai tarrasiiformi. Visse nel Carbonifero inferiore (Mississippiano, circa 345 milioni di anni fa) e i suoi resti fossili sono stati ritrovati in Scozia. È l'unico pesce attinotterigio ad aver sviluppato una colonna vertebrale con regioni diversificate.

## Descrizione
Questo pesce, lungo al massimo una dozzina di centimetri, era caratterizzato da una forma del corpo decisamente diversa da quella degli altri pesci ossei del Carbonifero. Il corpo era molto allungato e piuttosto sottile, e le pinne dorsale, caudale e anale erano unite a formare una sorta di nastro continuo, come nelle anguille attuali. Le pinne pelviche erano scomparse e le pinne pettorali ricordavano quelle dei sarcotterigi. Le scaglie erano notevolmente ridotte ed erano presenti solo nella parte posteriore del corpo e lungo la linea laterale. Il cranio era piuttosto simile a quello dei primitivi paleonisciformi e degli altri attinotterigi arcaici, con un suspensorium quasi verticale; i denti erano smussati lungo i margini di mascella e osso dentale, mentre nella premascella erano presenti robuste zanne. 
La caratteristica ancor più notevole di Tarrasius era però la struttura della colonna vertebrale; solitamente i pesci sono dotati di una colonna vertebrale non differenziata, con vertebre dalla struttura identica l'una all'altra. Tarrasius, invece, era dotato di cinque diverse regioni, corrispondenti a quelle cervicale, toracica, lombare, sacrale e caudale presente nei tetrapodi. I centri vertebrali e gli archi neurali delle prime quattro regioni vertebrali erano fusi insieme, mentre la regione caudale era allungatissima (oltre il 50% della lunghezza totale dell'animale). Erano presenti inoltre sette vertebre "cervicali" e una regione sacrale particolarmente robusta sopra l'area pelvica. Gran parte delle vertebre erano dotate di processi per il contatto intervertebrale simili alle zigapofisi dei tetrapodi.

## Classificazione
Tarrasius problematicus venne descritto per la prima volta da Traquair nel 1881, sulla base di fossili ritrovati nella zona di Glencartholm (Eskdale, Scozia). Fu poi Arthur Smith Woodward nel 1891 a istituire per questa forma la famiglia Tarrasiidae. Attualmente Tarrasius è considerato un pesce osseo attinotterigio arcaico, di incerta collocazione sistematica e forse derivato dai paleonisciformi. Un altro possibile tarrasiiforme è Paratarrasius del Nordamerica, che tuttavia è sprovvisto di una spiccata regionalizzazione della colonna vertebrale. La colonna vertebrale regionalizzata è invece presente in Apholidotus, anch'esso nordamericano, ma dotato di caratteristiche distintive che rendono molto improbabile una vicinanza filogenetica con Tarrasius.

## Significato dei fossili
Nonostante la colonna vertebrale di Tarrasius fosse simile a quella dei tetrapodi, è altamente improbabile che questa fosse strutturata in questo modo per spostarsi sulla terraferma; comunemente si ritiene che questa caratteristica sia strettamente correlata con la locomozione tetrapode, ma uno studio del 2012 ha indicato che la regionalizzazione assiale potrebbe essere stata la condizione base dei vertebrati dotati di mascelle.